# Mona Al Munajjed
Mona Al Munajjed (...) è una sociologa saudita esperta del ruolo sociale delle donne arabe.
Ha lavorato con diverse agenzie delle Nazioni Unite, su progetti legati al lavoro minorile e sullo sviluppo e l’uguaglianza di genere nei paesi arabi.

## Vita
Mona Al Munajjed ha conseguito un master in sociologia presso la New York University e un dottorato in sociologia presso la George Washington University. Fu la prima responsabile degli affari sociali presso la Commissione economica e sociale per l'Asia Occidentale delle Nazioni Unite. Il suo progetto “Activating the Role of Women's Welfare Associations in Saudi Arabia”, finanziato dalla Abdul Latif Jameel Company Ltd, ha aperto la strada al finanziamento di progetti delle Nazioni Unite in Arabia Saudita, da parte del settore privato. Nel 2005, ha ricevuto il premio ONU 21 per il suo progetto.
Dal 2011, è stata nominata nella lista delle 100 donne arabe più potenti del Medio Oriente. Nel 2015, è stata al settimo posto della classifica.

## Opere
- Mādhā tusammīna ibnataki: akthar min sitt miʼat ism min ajmal al-asmāʼ al-ʻArabīyah maʻa bayān maʻānīhā wa-man tasammat min al-mashhūrāt bi-hā, 1983
- Child labour in the Arab countries, 1994
- Women in Saudi Arabia Today, 1995
- Saudi Women Speak: 24 remarkable women tell their success stories, 2006